# Indologia
Indologia é o estudo acadêmico das línguas, textos, história e culturas da Ásia meridional, e dessa forma é um sub-ramo dos estudos asiáticos.
Indologia também pode ser conhecida como estudos índicos ou estudos indianos, ou estudos da Ásia meridional, apesar de estudiosos e administradores universitários apenas às vezes terem interpretações parcialmente sobrepostas destes termos.
Indologia tipicamente não iria incluir o estudo da economia, governo ou política contemporâneos da Ásia meridional, exceto nos casos em que estes expressam questões que estão profundamente arraiguados na história daquela região.

## Visão geral
A indologia se sobrepõe com muitas outras áreas de estudo, aplicando as técnicas destas ao caso da Ásia meridional. Elas incluem antropologia cultural ou social, estudos culturais, linguística histórica, filologia, crítica textual, história literária, história, filosofia e o estudo das religiões da Ásia meridional, tais como a religião védica, 
hinduísmo, incluindo o xivaísmo e o vixnuísmo (ambos são versões daquilo que é comumente chamado "hinduísmo"),  jainísmo, budismo, sikhismo, religiões tribais etc., além de formas incorporadas do judaísmo, zoroastrismo, cristianismo e islamismo. 
Finalmente ela pode incluir o estudo das ciências, artes, arquitetura, agricultura (vṛksāyurveda) e artes marciais da Ásia meridional. 
Estudiosos que se auto-intitulam indólogos geralmente colocam um valor especial na profunda compreensão das línguas da Índia, especialmente as línguas clássicas tais como sânscrito, páli, prácrito, canarês clássico, tâmil, telugu ou persa, e eles consideram o conhecimento de uma ou mais destas línguas, em conjunto com um conhecimento dos métodos da filologia, como sendo pré-requisitos para contribuir significativamente à pesquisa indológica e uma qualidade característica da indologia como um campo de estudos.
Assim, a indologia é a busca intelectual de tudo aquilo que for índico, com um foco na interpretação do passado e seus resultados no presente. Alguns estudiosos fazem distinção entre indologia clássica e indologia moderna, a primeira mais focada em fontes sânscritas e de outras línguas antigas e a segunda  fazendo uso de fontes em línguas contemporâneas e abordagens sociológicas.
O termo indologia ou (em alemão) indologie, está geralmente associado com a erudição alemã e é usado mais comumente nos nomes de departamentos das universidades alemãs e da Europa continental do que na academia anglófona. Nos Países baixos o termo indologie era usado para designar o estudo da história e cultura da Indonésia em preparação para os serviços coloniais nas Índias orientais holandesas.

## Lista de indólogos
A seguir está uma lista de proeminentes indólogos academicamente qualificados.
Falecidos
- Abū Rayhān al-Bīrūnī (973–1048)
- Anquetil Duperron (1731-1805)
- William Jones (1746-1794)
- Charles Wilkins (1749-1836)
- Colin Mackenzie (1753-1821)
- Henry Thomas Colebrooke (1765-1837)
- August Wilhelm Schlegel (1767-1845)
- James Mill (1773-1836).
- Horace Hayman Wilson (1786-1860)
- Franz Bopp (1791-1867)
- Duncan Forbes (linguist) (1798-1868)
- John Muir (indologist) (1810-1882)
- Edward Balfour (1813-1889)
- Robert Caldwell (1814 -1891)
- Alexander Cunningham (1814-1893)
- Hermann Gundert (1814-1893)
- Robert Caldwell (1815-1891)
- Otto von Bohtlingk (1815-1904)
- Monier Monier-Williams (1819-1899)
- Rudolf Roth (1821-1893)
- Max Müller (1823-1900)
- Albrecht Weber (1825-1901)
- Ralph T. H. Griffith (1826-1906)
- Ferdinand Kittel (1832-1903)
- Edwin Arnold (1832-1904)
- Georg Bühler (1837-1898)
- Ramakrishna Gopal Bhandarkar (1837-1925)
- Julius Eggeling (1842-1918)
- Vincent Arthur Smith (1848-1920)
- Paul Deussen (1845-1919)
- Hermann Jacobi  (1850-1937)
- K. A. Nilakanta Sastri (1892-1975)
- Kashinath Trimbak Telang (1850-1893)
- Frederick Eden Pargiter (1852-1897)
- Hermann Oldenberg (1854-1920)
- Arthur Anthony McDonell (1854-1930)
- Maurice Bloomfield (1855-1928)
- Mark Aurel Stein (1862-1943)
- Moriz Winternitz (1863-1937)
- Fyodor Shcherbatskoy (1866-1942)
- John Hubert Marshall (1876-1958)
- Arthur Berriedale Keith (1879-1944)
- Pandurang Vaman Kane (1880-1972)
- Pierre Johanns (1882-1955)
- Heinrich Zimmer (1890-1943)
- Ervin Baktay (1890-1963)
- Mortimer Wheeler (1890-1976)
- James Darmesteter (1849-1894)
- Mahapandit Rahul Sankrityayan (1893-1963)
- Dasharatha Sharma (1903-1976)
- Joseph Campbell (1904-1987)
- Murray Barnson Emeneau (1904-2005)
- Paul Thieme (1905-2001)
- Jean Filliozat (1906-1982)
- Alain Danielou (1907-1994)
- F B J Kuiper (1907-2003)
- Thomas Burrow (1909-1986)
- Jeannine Auboyer {1912-1990)
- Arthur Llewellyn Basham (1914-1986)
- Kamil Zvelebil (1927-2009)
- D.C.Varshney (1933-2000)
- V. R. Ramachandra Dikshitar (1896-1953)
- P. T. Srinivasa Iyengar(1863-1931)
- S. Krishnaswami Aiyangar (1871-1947)
- Ahmad Hasan Dani (1920-2009)

Vivos
- Robert P. Goldman, University of California, Berkeley
- George L. Hart, University of California, Berkeley
- Bhadriraju Krishnamurti (b. 1928), Osmania University
- Jeffrey Moussaieff Masson(b.1941)
- Iravatham Mahadevan, Indian Council of Historical Research
- Asko Parpola (b. 1941), University of Helsinki (emeritus)
- Sheldon Pollock, Columbia University
- Romila Thapar (b. 1931), Jawaharlal Nehru University (emerita)
- Ram Sharan Sharma (b. 1919), Founding Chairperson of Indian Council of Historical Research; Professor Emeritus, Patna University
- Michael Witzel (b. 1943), Harvard University
- Stanley Wolpert UCLA (emeritus)
- Dr.Surendra Kaur Varshney (b.1944)
- Axel Michaels (b.1949), University of Heidelberg
- Gita Dharampal-Frick (b.1952), University of Heidelberg
- Alexis Sanderson, All Souls College, Oxford University

## Leitura complementar
- Heinz Bechert, Georg von Simson - Einführung in die Indologie. Stand, Methoden, Aufgaben -  ISBN 3-534-05466-0.
- Jean Filliozat and Louis Renou - L'inde classique - ISBN B0000DLB66.
- Grundriss der Indo-Arischen Philologie und Altertumskunde, Berlin und Leipzig, Vereinigung wissenschaftlicher verleger, 1920

- Bryant, Edwin. The Quest for the origins of Vedic culture. (2001) Oxford University Press
- Chakrabarti, Dilip: Colonial Indology, 1997, Munshiram Manoharlal: New Delhi.
- Halbfass, W. India and Europe: An Essay in Understanding. SUNY Press, Albany: 1988
- Edmund Leach. "Aryan Invasions Over Four Millennia. In "Culture Through Time (edited by Emiko Ohnuki-Tierney, Stanford University Press, 1990)
- Gauri Viswanathan, 1989, Masks of Conquest
- Pollock, Sheldon. Deep Orientalism?: Notes on Sanskrit and Power Beyond the Raj. In: Orientalism and the Postcolonial Predicament: Perspectives on South Asia, eds. Carol A. Breckenridge and Peter van der Veer. Philadelphia: University of Pennsylvania Press, 1993.
- Servan-Schreiber, Catherine & Vuddamalay, Vasoodeven (éd.). Diasporas indiennes dans la ville. In hommes et migrations n° 1268-1269 (2007)
- Trautmann, Thomas. 1997. Aryans and British India, University of California Press, Berkeley.
- Vogel, C. (ed.).  Literatur und Kultur, zur Geschichte der Sanskritphilologie, Wiesbaden 1977
- Windisch, E.  Geschichte der sanskrit-philologie und indischen altertumskunde. Strasbourg. Trübner, K.J., 1917-1920